# Tethygonium armigerum
Tethygonium armigerum är en kräftdjursart som först beskrevs av Michitaka Shimomura och Shunsuke F. Mawatari 2000.  Tethygonium armigerum ingår i släktet Tethygonium och familjen Paramunnidae. Inga underarter finns listade i Catalogue of Life.